# Нікольське (Червоногвардійський район)
Ніко́льське (рос. Никольское) — село у складі Червоногвардійського району Оренбурзької області, Росія.
Стара назва — Нікольська.

## Населення
Населення — 281 особа (2010; 360 у 2002).
Національний склад (станом на 2002 рік):
- росіяни — 77 %